# Bathyergus
Bathyergus és un gènere de rosegadors de la família de les rates talp.
Les espècies d'aquest grup tenen el cos cilíndric i rodanxó i el cap ample. La cua és molt curta i té pèls en forma de rajos. Manquen d'orelles i tenen els ulls molt petits. Les dents incisives tenen una gran prominència i es fan servir per excavar juntament amb les potes.
B. suillus, del sud d'Àfrica, mesura uns 30 cm de llargada i és de color groguenc a l'esquena i gris al ventre. Aquesta espècie viu en zones sorrenques en les quals excava galeries subterrànies.